# NGC 4941
NGC 4941 är en stavgalax i stjärnbilden Jungfrun. Den upptäcktes den 24 april 1784 av William Herschel. 